# ФК Манчестър Сити
ФК Манчестър Сити (на английски: Manchester City Football Club) е английски футболен клуб от град Манчестър. Отборът се състезава в Английската висша лига.
Манчестър Сити е основан през ноември 1880 г. като „Сейнт Маркс“ (Уест Гортън), през 1887 г. името се сменя на „Ардуик“ АФК, а от 1894 носи сегашното си име. Ставал е шампион на Англия 10 пъти, носител е на ФА къп 7 пъти, печелил е Купа на Лигата на Англия 8 пъти, веднъж е носител на КНК. През сезон 2022/23 отборът печели Шампионската лига. През 2023 г. е спечелена и Суперкупата на Европа.
Най-успешният период на отбора е през 60-те и 70-те години на ХХ век, под ръководството на Джо Мърсър, като тогава за клуба играят играчи като Колин Бел и Франсис Лий.
От спечелването на Купата на Лигата през 1976 г. няма спечелен голям турнир засега. През 90-те изпада от Висшата Лига, а сезон 1998/1999 г. дори прекарва в третото ниво на английския професионален футбол. От 2000 година се състезава пак във Висшата лига.
На 1 септември 2008 г. собственикът на гражданите е сменен с компанията Абу Даби Груп, като това им струва 200 млн. паунда. Тя има амбицията да превърне Сити в световна сила и влага много средства във футболисти и подобряване на базата.
По годишен оборот за финансовата година към сезон 2011/12 Манчестър Сити е на седмо място в света и на трето в Англия с оборот от 231,1 млн. британски лири.

## История

### XIX век
Основателят на футболен клуб Манчестър Сити е родена през 1855 година. Анна Конел е дъщеря на свещеник. През 1865 г. нейният баща е бил ректор на църквата „Св. Марко“ в Западен Гортън – един от най-нуждаещите се райони на Манчестър. Огромният брой на безработните през януари, предизвиква О'Конъл да създаде през 1879 г. свободна трапезария в църквата и специален фонд за подпомагане на бедните. Анна подкрепя инициативите на баща си и участва в обществени поръчки. Много граждани злоупотребяват с алкохола, което предизвика влошаване на положението с престъпността. Анна търси средства за подобряване на духовното състояние на обществото. Поради това през ноември 1880 тя създава няколко спортни клуба. През зимата на същата година е създаден футболен отбор на църквата „Св. Марко“, и баща и става първия президент на клуба, а през 1884 г. отборът е преименуван на Асоциацията на Gorton. През август 1887 г. клубът се мести на нов стадион в Hyde Road и получи ново име – Arduik по името на района на Манчестър.
Две години по-късно, клубът изгражда платформа за 1000 зрители. А през 1891 г. той се присъединява към Алианс лигата и две последователни години печели купата в Манчестър. През април 1892 г., във връзка с формирането на Втора дивизия в английския футбол лигата реши да включи Ardwick в този турнир. В края на сезон 1892/93 отбора печели 5-о място от 12 участници. На следващата година до втора дивизия „Нютън Хийт“, по-късно преименувана на „Манчестър Юнайтед“, който увеличи представителството на Манчестър освен двата клуба. В същото време новоназначеният управител на Ardwick Джошуа Палби предложил ново име за клуба – „Манчестър Сити“. Според него, това ще подчертае значението на този екип за цялото население на града. Съветът на гуверньорите се съгласява. И от 1894 г. името на „Манчестър Сити“ остава непроменено.

### Първата половина XX век
5 години по-късно, през 1899 г., „Манчестър Сити“ има право да участва в първата (най-висока по това време) английска дивизия, а през 1904 г. клубът достигна финала за ФА Къп, който печели надделявайки с 1 – 0 над "Болтън“. Това е първият голям трофей в историята на клуба. През 1906 г. около „гражданите“ (псевдоним на екипа сред феновете) има скандал, Федерацията провежда разследване и установява, че надвишава лимита за заплати на играчите. „Манчестър Сити“ е бил длъжен да плати глоба, като на капитана на отбора Били Мередит и на още седемнадесет играчи на отбора било забранено да играят за клуба. Повечето от тези играчи се преместват в Манчестър Юнайтед. През 1920 г. главната трибуна на стадион „Hyde Road“ е унищожена от пожар. Клубът се премества през 1923 г., на стадион „Main Road“ в Сайд Мос. За дълго време „Манчестър Сити“ не може да постигне някакъв значителен успех, но през 1934 г. „гражданите“ успяват да спечелят втората си победа във ФА Къп на финала срещу „Портсмут“. Само три години по-късно отбора спечели и първата си титла. Все пак следващият сезон е неуспешен за „гражданите“ и те трябва да напуснат елитната дивизия, въпреки че отбора бе вкарал най-много голове в лигата.

### Втората половина XX век
За почти 20 години клубът не показва добра игра. И само в сезон 1955/56, „Манчестър Сити“ успя да спечели ФА Къп отново. Този финал се запомня с това, че на вратата на „гражданите“ е немския вратар Берт Траутман, който трябвало да играе част от мача със счупен врат. Ерата на просперитет за „Манчестър Сити“ идва в края на 60-те- и началото на 70-те години. През този период, отбора е ръководен от Джо Мърсър. Под ръководството на специалиста клуба след 34 години през 1968 г., отново става шампион на Англия във Висшата дивизия. В тези времена „гражданите“ са една огромна сила, с играчи като Франсис Лий, Колин Бел (Хрътката), Майк Съмърби и Майк Дойл. В допълнение към шампионата, клубът успява да спечели и ФА Къп през 1969 г., Карлинг Къп и Купата на Носителите на купи през 1970 година. Последната купа е спечелена след победа във Виена над полския „Гурник“ Забже с 2:1. Последният му трофей е през 1976 г. – втора Купата на Лигата. След това отборът за дълго няма никакви успехи.
През 80-те години, клуба отново изпада, но после се завръща в Премиер лигата. През 1986 г. младежкият отбор на „гражданите“ за първи път в историята си, печели младежката ФА Къп. Въпреки това, по-младото поколение не е в състояние да гарантира връщането на предишната слава на отбора. През 1994 г. клубът се прехвърля от бившия собственик Питър Суолза на консорциум, воден от Франи Лий. Последва серия от уволнени треньори. И въпреки наличието на такива играчи като Уве Рьослер, Найжъл Куин, Джордж Кинкладзе, през 1996 г., „гражданите“ за пореден път изпадат във втора дивизия. По това време отбора бе воден от Джейми Полък (старши), Шон Гоутър и епископ Иън, но това не го спира през 1998 г. да се окаже в трета дивизия. Толкова ниско клубът все още не беше падал. Вярно е, че година по-късно се завръща във втора дивизия. През сезон 1999/2000 под ръководството на Джо Роули клубът си осигури билет за Висшата лига след като завършва на второ място във втора дивизия. Към отбора се присъединяват доста футболисти като, Джордж Уеа и Ричард Дън. Но в крайна сметка, „Манчестър Сити“ завършва на 18-о място и след това отпадна от Висшата лига. На 21 април 2001 г. Джо Роули бе уволнен. Три дни по-късно, на мястото му е назначен Кевин Кийгън.

### Начало XXI век
През 2002 г. „Манчестър Сити“ се завърна във Висшата лига и към отбора се присъединяват някои големи придобивки като Петер Шмайхел, Силвен Дистен, Дейвид Сомелиер, Никола Анелка и Роби Фаулър. В резултат на това в шампионата „гражданите“ завършват на девето място във Висшата лига и се класират за Купата на УЕФА, според правилото Fair Play (те стават втория английски клуб получил такова право). 2003 г. е последният мач на стадиона на „Мейн Роуд“. През същата година отборът се премести на нов стадион с капацитет 48000, който е наречен от феновете „Ийстландс“. Всички промени не помагат да се подобрят спортните постижения на отбора. Уволнението на 11 март 2005 г. на треньора Кевин Кийгън и неговия помощник Стюърт Пиърс и покупката през 2006 г. на Андреас Исаксон, Дитмар Хаман и Бернардо Коради не променят картината. През лятото на 2007 г. компания от Обединеното кралство, собственост на тайландското семейство Шинаватра, купува отбора за 43 милиона щатски долара (плюс 119 милиона долара от дълга). Новите собственици обещаха да „направят допълнително значителни инвестиции в клуба“. На 6 юли 2007 г. тригодишен договор подписа треньора Свен-Горан Ериксон и футболистите Ведран Чорлука, Хавиер Гаридо, Желсон Фернандеш, Мартин Петров, Елано, Бенджани, Валери Божинов. През този сезон, клубът два пъти спечели дербито на Манчестър в шампионата, но завърши едва девети, като губи последния мач срещу „Мидълзбро“ с резултат 1:8. На 2 юни 2008 г. Ериксон подава оставка и на негово място е назначен уелсецът Марк Хюз. През лятото на 2008 г., нов собственик на клуба става инвестиционната група „Абу Даби Юнайтед Груп“ (ADUG) от ОАЕ. Собственикът на финансовата структура на шейх Мансур бин Зайед Ал Нахаян закупи от Шинаватра първите 90% от акциите на „гражданите“, а година по-късно придобива и останалите 10%. По този начин, ADUG става единствен и законен собственик на „Манчестър Сити“. Веднага е възложена задачата в най-кратки срокове отбора да бъде сред най-добрите клубове в Стария свят. „За да победи отбори като „Челси“ и „Барселона“, трябва да закупи най-малко 22 топ звезди. Пари – няма проблем. През лятото на 2008 г. биват закупени Пабло Забалета, Венсан Компани, Тал Бен-Хаим, Шон Райт-Филипс и Жо, а през зимата Уейн Бридж, Найджъл Де Йонг, Крейг Белами и Робиньо от „Реал Мадрид“ почти за 38 милиона паунда. Въпреки това, отборът демонстрира по-лош резултат от миналия сезон – 10-о място. Въпреки големите слухове за смяна на треньора Марк Хюз остава начело на Сити. През лятото на 2009 г. те продължават да купуват доста футболисти Стюарт Тейлър, Гарет Бари, Силвиньо, Коло Туре, Емануел Адебайор, Джолиън Лескът, Карлос Тевес и Роке Санта Крус. Но в първите 11 кръга от Висшата Лига Манчестър Сити печели само 2 победи и това кара ръководството на тима да се раздели с Марк Хюз и на негово място да вземе италианеца Роберто Манчини.
Първа титла след 44 години суша
Първите попълнения на Манчини идват през зимния трансферен прозорец на 2010 г. това са легендата на Арсенал Патрик Виера и младото крило на Мидълзбро Адам Джонсън. Тимът завършва на 5-о място във Висшата лига даващо право на участие в Лига Европа. През лятото Сити е основен конкурент на трансферния пазар, към тима се присъединяват защитниците Александър Коларов и Жером Боатенг, халфовете Яя Туре, Джеймс Милнър, Давид Силва и един от най-добрите млади нападатели на Стария континент Марио Балотели, а през зимата към клуба се присъединява и Един Джеко и Сити завършват трети сезон 2010/11 г. През лятото отбора привлича Стефан Савич, Гаел Клиши, Самир Насри и Серхио Агуеро, отбора постепенно се обиграва и резултатите не закъсняват. На 23 октомври 2011 г. Манчестър Сити печели с убедителното 6 – 1 срещу градския си съперник Манчестър Юнайтед и то на Олд Трафорд, като нанася най-голямата загуба на тима откакто сър Алекс Фъргюсън е начело на тима. Като цяло двата отбора от Манчестър бяха равностойни, но Сити спечели двете градски дербита и имаше по-добра голова разлика която му донесе и титлата при равни точки с Юнайтед – по 89. Отдавна чакан триумф ! Следващият сезон бяха привлечени Матия Настасич, Хави Гарсия, Джак Родуел и Скот Синклер и след 2 ро място и незадоволителни резултати Манчини беше освободен, а на негово място беше назначен чилиеца Мануел Пелегрини. Той също започна с трансферите и ударно смени почти целия отбор – взе Мартин Демикелис, Стефан Йоветич, Фернандиньо, Хесус Навас, Алваро Негредо, Коло Туре и отбора се освежи заигра атакуващо и резултатно и накрая отново триумфира с титлата като отбора вкара рекордните 103 гола, като дори опорния халф Яя Туре завърши с 20 гола и 7 асистенции. Освен това Сити спечели и купата на Федерацията в Англия. През лятото бяха взети нови попълнения – Фернандо, Уилфред Бони, Уили Кабайеро и Елиаким Мангала, но отбора отбеляза спад и завърши втори без да спечели купа. Пелегрини се задържа още един сезон 2015/16 г. който също бе разочарование въпреки новите попълнения – Бакари Саня със свободен трансфер, Николас Отаменди и младите надежди Рахим Стърлинг (Ливърпул) и Кевин де Бройне (Волфсбург). Но въпреки спечелването на ФА къп и участие на полуфинал в ШЛ, четвъртото място в шампионата на Англия бе отстъпление и затова Пелегрини беше освободен и на негово място е Хосеп Гуардиола който преди това 3 години води Байерн Мюнхен.
Гуардиола започна ударна подмяна на застарелите играчи и през лятото привлече в Сити Джон Стоунс (Евертън), Илкай Гюндоган (Борусия Д), Клаудио Браво (Барселона), Лерой Сане (Шалке 04), Нолито (Севиля) и Габриел Жезус (Палмейрас) който се присъедини към отбора през януари защото трябваше да доиграе първенството в Бразилия и стана шампион с Палмейрас. Въпреки новия треньор и солидните попълнения отбора стартира с шест победи от шест мача, но последваха колебливи изяви и накрая отбора завърши на трето място без да спечели никаква купа. Затова подмяната продължи и към отбора се присъединиха Кайл Уокър/Тотнъм/, Едерсон/Бенфика/, Данило/Реал М/, Бенжамен Менди и Бернардо Силва/Монако/, всички закупени от водещи отбори за сериозни суми и отбора започна феноменално новия сезон 2017/18 година и до 19 кръг има само един равен и нито една загуба, продължава и в ШЛ като там в груповата фаза загуби само веднъж от Шахтьор и то защото игра с много промени в състава и с понижена мотивация поради осигурено първо място в групата. През зимния трансферен прозорец Гуардиола продължи да подсилва защитата като от Атлетик Билбао бе закупен Еймерик Лапорт – централен защитник който може да играе и като ляв. Сити продължава да играе добре като до началото на април има само една загуба от Ливърпул и три равни мача е и на четвъртфинал в ШЛ където ще спори с Ливърпул за продължаване на полуфинал. Спорът завърши в полза на Ливърпул 0:3 и 1:2 и така Пеп и Сити приключиха отново безславно участието си в ШЛ. Междувременно Сити загуби и най-важния си мач в който можеше да стане рекордно предсрочно шампион още в дербито с Юнайтед на Етихад стейдиъм в Манчестър но въпреки че поведе с 2:0 през първото полувреме отбора на Ман Сити допусна обрат и загуби с 2:3. Все пак в следващия кръг Ман Сити стана шампион след домакинска издънка на втория – Юнайтед срещу УБА 0:1, така Манчестър Сити триумфира с титлата пет кръга преди края на шампионата след като спечели и купата на Лигата малко по-рано. До края на шампионата в Англия шампионите имаха възможност да поставят доста рекорди във Висшата лига – за най-много точки в един сезон – 100, най-много вкарани голове – 106, най-много победи за един сезон – 32, най-много победи като гост – 16, най-голяма голова разлика – +79, най-много последователни победи – 18, най-много точки като гост – 50, най-много точки пред втория – 19 и най-много пасове в един мач – 902. Това е година на рекордите за Сити и Пеп – шампионска титла на Англия, Карабао къп и Камюнити шийлд. През лятото напуснаха Джо Харт и Яя Туре, но гражданите се подсилиха през лятото само с крилото Рияд Марез от Лестър, което е твърде недостатъчно в офанзивен план с оглед преследване на титлите в Англия и в ШЛ. Новият сезон 2018/19 за Ман Сити започна чудесно спечелиха Камюнити Шийлд срещу Челси 2 – 0, и след поредица от силни мачове и победи дойде изненадваща серия от загуби от Челси 0 – 2 Кристъл Палас 2 – 3, Лестър 1 – 2 и Нюкасъл 1 – 2 и в един момент отбора на Гуардиола изоставаше от Ливърпул със 7 точки и защитата на титлата изглеждаше мираж. Но след победа у дома срещу Ливърпул на Клоп с 2 – 1 Сити намали пасива на 4 точки и до края на шампионата битката беше невероятна като Сити след серия от 14 мача без загубена точка успя да защити титлата с 98 точки, а Ливърпул завърши с 97 нещо невиждано във Висшата лига. Междувременно гражданите спечелиха и двете купи-на Лигата срещу Челси 4 – 3 след дузпи и ФА къп срещу Уотфорд 6 – 0. Но пак отпаднаха на четвъртфинал в ШЛ от Тотнъм 0 – 1 и 4 – 3, като Агуеро изпусна дузпа в първия мач. Ливърпул и Тотнъм играха финал в ШЛ като титлата спечелиха мърсисайдци 2 – 0. А след поредното отпадане от ШЛ и сериозното израстване на Ливърпул Ман Сити се нуждае от сериозно подсилване на състава особено още един стабилен централен защитник, ляв халф бек и още един нападател в атака за да не допусне срив и да има шанс за ШЛ през следващите години. Новия сезон 2019/20 г. започна с трофей – спечелването на Камюнити шийлд след равенство с Ливърпул –1-1 и победа след изпълнение на дузпи 4 – 3.

## Състав

### Настоящ състав
Към 14 август 2025 г.

## Отличия
- Първа английска дивизия / Висша лига на Англия (10): 1936/37; 1967/68; 2011/12; 2013/14; 2017/18; 2018/19: 2020/21, 2021/22, 2022/23, 2023/24

- Втора английска дивизия / Английска първа футболна лига (7): 1898/99; 1902/03; 1909/10; 1927/28; 1946/47; 1965/66; 2001/02

- ФА Къп (7): 1904; 1934; 1956; 1969; 2011; 2019; 2023

- Купа на Футболната лига (8): 1969/70; 1975/76; 2013/14; 2015/16; 2017/18; 2018/19; 2019/20; 2020/21

- Къмюнити Шийлд (7): 1937, 1968, 1972, 2012, 2018, 2019, 2024

- Купа на носителите на купи (1): 1970
- Шампионска лига (1): 2022/23
- Суперкупа на Европа: (1): 2023
- Световно клубно първенство: (1): 2023

## Любопитно
Градският съперник Манчестър Юнайтед имаше табло на своя стадион „Олд Трафорд“ на което отброява откога Манчестър Сити няма титла. Този период беше 36 години. Таблото вече го няма, защото Манчестър Сити спечели ФА къп през 2011 г.
Феновете на Манчестър Юнайтед сложиха подобна табела на която пише титлите на клуба с подтекст, че са задминали ФК Ливърпул по брой спечелени титли. Но вече не е така след като Ливърпул спечелиха Шампионската лига през сезон 2018/2019.

## Български футболисти
- Валери Божинов: 2007/10 - (11 мача - 1 гол)
- Мартин Петров: 2007/10 - (61 мача - 10 гола)

## Химн
| „ | Blue Moon, you saw me standing alone, Whit out a dream in my heart, Without a love of my own, Blue Moon, you knew just what I was there for, You heard me saying a prayer for, Someone I could really care for, Then suddenly they'll appear before me, The only one my arms could ever hold, I heard someone whisper 'Please adore me', And when I looked my moon had turned to gold, Blue Moon, now I'm no longer alone, I have a dream in my heart, I have a love of my own... Hello hello, we are the City boys, Hello hello, we are the City boys, And if you are a United fan surrender or you'll die, We all follow the City! (or: And if you are a Wigan fan surrender all your pies) I've never felt more like singing the blues, City will win, United will lose, Oh City, You got me singing the blues, [clap, clap, clap, clap] I've never felt more like crying all night, City are great United are ****, Oh City, You got me singing the blues! City, City, The Best Team In The Land, In All The World. (to the tune of the Vikings) There's only one City... We are not, We're not really here..... Who the **** are Man Utd? | “ |